# Praia Grande (Santa Catarina)
Praia Grande es un municipio brasileño del estado de Santa Catarina. Tiene una población estimada al 2022 de 8.270 habitantes.

Los cañones cercanos, que incluyen el Parque nacional de la Sierra Geral y el Parque nacional de Aparados da Serra, lo convierten en un destino para actividades de paseos en globo. El 21 de junio de 2025, un globo aerostático se estrelló en la ciudad, muriendo 8 de las 21 personas a bordo.

## Etimología
Aunque el municipio se llama “Praia Grande” (Playa Grande), esto no se refiere a la playa de la costa del mar, sino a los grandes tramos de orilla de agua del rio con grandes playas de piedras circulares, que son rocas fragmentadas en las caídas de los cañones y redondeadas por las fuerzas de las aguas con el paso del tiempo.

## Historia
La localidad fue colonizada alrededor del 1890 por los portugueses. El distrito de Praia Grande fue creado el 31 de diciembre de 1943, y elevado a municipio el 21 de junio de 1958.

## Turismo
Como grandes atracciones turísticas geográficas, el municipio cuanto con muchos cañones y cascadas naturales.
En el municipio además se encuentra el Parque nacional de Aparados da Serra y el Parque nacional de la Sierra Geral.